# Estación Juan Pujol
Juan Pujol es una estación ferroviaria argentina, ubicada en la provincia de Corrientes, a 455 km de la Ciudad Capital Corrientes
La estación fue inaugurada con el paso del primer tren el 20 de abril de 1875 con el nombre de Naranjito. El 31 de octubre de 1918 una resolución del Ministerio de Obras Públicas de la Nación decidió cambiarle el nombre a Juan Pujol:

La Estación Naranjito del mencionado ferrocarril (Ferrocarril Nord Este Argentino), situada en km. 123,587 de la línea de Concordia a Corrientes, se denominará en lo sucesivo Juan Pujol.

## Servicios
Era una estación intermedia del servicio del "Gran Capitán" que recorría hasta 2011. Pertenece al Ferrocarril General Urquiza, en el ramal que une las estaciones de Federico Lacroze, en la Ciudad Autónoma de Buenos Aires y Posadas, en la Provincia de Misiones. Era una estación intermedia del servicio del "Gran Capitán" que recorría hasta 2012.
No presta servicios de pasajeros. Por sus vías corren trenes de carga de la empresa estatal Trenes Argentinos Cargas.